# برایان گوتفرید
برایان گوتفرید (انگلیسی: Brian Gottfried؛ زاده ۲۷ ژانویهٔ ۱۹۵۲) یک تنیس‌باز اهل ایالات متحده آمریکا است.